# Антанас Вінкус
Антанас Вінкус (лит. Antanas Vinkus; 25 грудня 1942, Кретинга, Литва) — литовський державний діяч і дипломат.

## Біографія
Народився 25 грудня 1942 року в м. Кретинзі.
У 1949—1960 навчався в середній школі рідного міста. У 1960—1966 навчався в Каунаському медичному інституті.
У молодості думав стати священником. У 1966 і 1968—1970 працював лікарем-терапевтом у Клайпедській республіканській лікарні. У 1966—1968 був головним лікарем у лікарні місті Нярінга. У 1970—1972 займав пост завідувача терапевтичним відділом Клайпедської міської будівельної поліклініки. У 1972—1975 був керівником 3-ї поліклініки Клайпедської республіканської лікарні. У 1976 заснував Клайпедську університетську лікарню (у 1975—1982 — її головний лікар).
У 1982—1986 працював заступником міністра охорони здоров'я Литви. У 1986—1989 був головним лікарем клініки імені Пятраса Яшинскаса при Каунаському медичномсу інституті. У 1989—1990 — міністр охорони здоров'я Литви. У 1990—1993 — заступник міністра соціального забезпечення Литви. У 1993—1994 — заступник міністра охорони здоров'я Литви. У 1994—1996 — міністр охорони здоров'я Литви в урядах Адольфаса Шлежевічюса й Міндаугаса Станкяввчюса. У 1997—2002 — генеральний директор Вільнюської університетської лікарні.
У 2002 президент Валдас Адамкус присвоїв йому дипломатичний ранг надзвичайного і повноважного посла.
У 2002—2006 — посол Литви в Естонії, 2006—2008 — посол Литви в Латвії, 2008—2011 — посол Литви в Російській Федерації.
У 2011—2013 у Нярінге переміг на виборах від соціал-демократичної партії Литви, ставши мером міста.
У 2013—2016 служив радником з охорони здоров'я прем'єр-міністра Альгірдаса Буткявічюса.
У 2016—2017 — посол Сейму Литви.
14 листопада 2017 виключений зі списку социал-демократичної партії Литви після відмови підпорядковуватися наказу партії та покинути правлячу парламентську коаліцію.
Одружений. Має сина. Вільно володіє французькою мовою.

## Нагороди і почесні звання
- Військовий орден Гедимінаса IV ступеня (2000);
- Почесний громадянин Нярінга (2001);
- Почесний громадянин Кретинзького району (2002);
- Орден Юлія Казенаса (2002);
- Орден Білої зірки II ступеня (Естонія) (2004);
- Медаль Балтійської Асамблеї (2005);
- Орден Хреста Марії I класу (Естонія) (2006);
- Орден Трьох Зірок III класу (Латвія) (2008);
- Знак пошани Клайпедського повіту (2010);
- Медаль МЗС Литви «За заслуги на дипломатичній службі Литви» (2011).